# 西市场街道 (济南市)
西市场街道，是中华人民共和国山東省济南市槐荫区下辖的一个乡镇级行政单位。

## 行政区划
西市场街道下辖以下地区：
华联社区、纬十路社区、北大寺社区和北大槐树东街社区。